# Tragopogon mirus
Tragopogon mirus là một loài thực vật có hoa trong họ Cúc. Loài này được Ownbey miêu tả khoa học đầu tiên năm 1950.